# Dax Gamarde basket 40

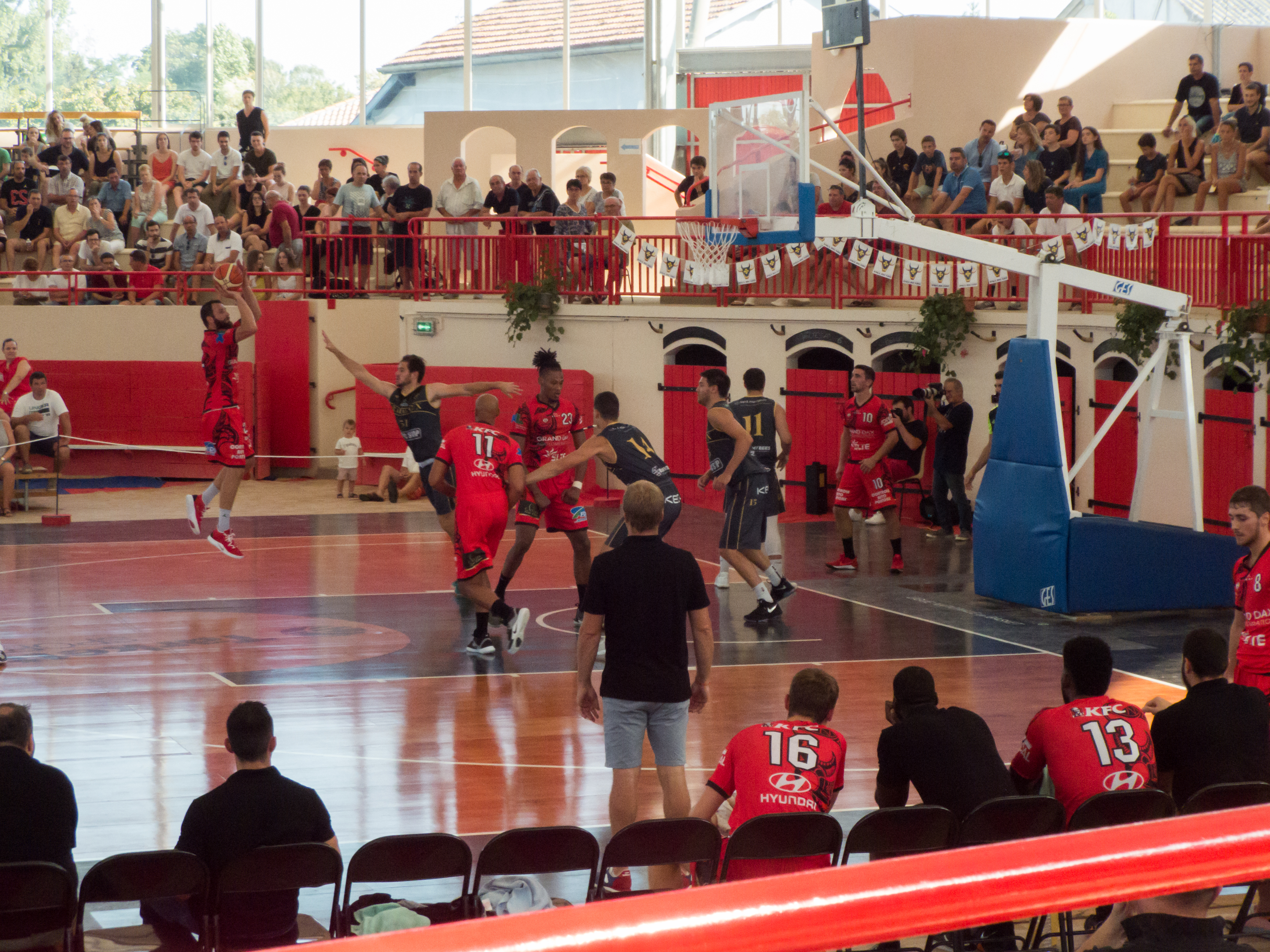
Partido amistoso del Dax Gamarde basket 40

El Dax Gamarde basket 40 es un equipo de baloncesto francés con sede en la ciudad de Gamarde-les-Bains, que compite en la NM2, la cuarta competición de su país. Disputa sus partidos en la Salle Maurice Boyau en Dax, y en el hall des sports en Gamarde-les-Bains.

## Posiciones en liga
- 2011 - (NM3)
- 2012 - (2-NM2)
- 2013 - (12-NM2)
- 2014 - (8-NM2)
- 2015 - (9-NM2)
- 2016 - (4-NM2)
- 2017 - (4-NM2)
- 2018 - (5-NM2)
- 2019 - (1-NM2)
- 2020 - (8-NM1)
- 2021 - (11-NM1)
- 2022 - (12-NM1)

## Palmarés
- Segundo Grupo B NM2 - 2012
- Primero Grupo B NM2 - 2019
- Campeón NM2 - 2019